# Dmitrij Jazow
Dmitrij Timofiejewicz Jazow (ros. Дми́трий Тимофе́евич Я́зов; ur. 8 listopada 1924 w Jazowie, zm. 25 lutego 2020 w Moskwie) – radziecki wojskowy i polityk, marszałek Związku Radzieckiego (ostatni mianowany), uczestnik II wojny światowej. Minister obrony ZSRR w latach 1987–1991, członek Komitetu Centralnego Komunistycznej Partii Związku Radzieckiego, deputowany do Rady Najwyższej ZSRR.

## Życiorys
W listopadzie 1941 wstąpił do Armii Czerwonej. Od sierpnia 1942 walczył jako dowódca plutonu oraz zastępca dowódcy kompanii na Froncie Wołchowskim oraz Froncie Leningradzkim. Brał udział w obronie Leningradu, a także w operacjach ofensywnych wojsk radzieckich w krajach bałtyckich i blokadzie wojsk niemieckich w Kurlandii. Po zakończeniu wojny pozostał w szeregach armii robiąc karierę wojskową. Od stycznia 1946 do października 1953 był dowódcą kompanii. W 1956 ukończył Akademię Wojskową im. Michaiła Frunzego. Następnie został mianowany dowódcą batalionu. Od października 1958 do sierpnia 1961 był starszym oficerem w Zarządzie Szkolenia Bojowego Leningradzkiego Okręgu Wojskowego. Od października 1961 do września 1963 był dowódcą 197 Gwardyjskiego Pułku Zmotoryzowanego wchodzącego w skład 64 Gwardyjskiej Dywizji Zmotoryzowanej, który brał udział w Operacji „Anadyr” w czasie tzw. kryzysu kubańskiego. Następnie do sierpnia 1965 był szefem wydziału planowania i szkolenia ogólnowojskowego w sztabie Leningradzkiego Okręgu Wojskowego. Od października 1967 do marca 1971 dowodził 122 Gwardyjską Dywizją Zmotoryzowaną. Od marca 1971 do stycznia 1973 był dowódcą korpusu armijnego. Od stycznia 1973 do maja 1974 dowódca 4 Armii Ogólnowojskowej w Baku. W 1976 ukończył Wojskową Akademię Sztabu Generalnego.
Od maja 1974 do października 1976 szef I Zarządu w Głównym Zarządzie Kadr Ministerstwa Obrony ZSRR. Od października 1976 do stycznia 1979 był I zastępcą dowódcy Dalekowschodniego Okręgu Wojskowego. Od stycznia 1979 do listopada 1980 dowódca Centralnej Grupy Wojsk w Czechosłowacji. Od listopada 1980 do czerwca 1984 był dowódcą Środkowoazjatyckiego Okręgu Wojskowego. Od czerwca 1984 do stycznia 1987 dowodził Dalekowschodnim Okręgiem Wojskowym. Od stycznia 1987 do maja 1987 był zastępcą ministra obrony ZSRR ds. kadr – szef Głównego Zarządu Kadr Ministerstwa Obrony ZSRR.
30 maja 1987 został mianowany ministrem obrony ZSRR, zwolniony z tego stanowiska został 22 sierpnia 1991. Za jego kadencji doszło do zakończenia wojny w Afganistanie i wycofania stamtąd wojsk radzieckich.
Był przeciwnikiem pieriestrojki i przyłączył się do organizacji puczu moskiewskiego przeciwko reformatorskim władzom ZSRR (kierowanym przez prezydenta Michaiła Gorbaczowa). Puczyści z 18 na 19 sierpnia 1991 aresztowali Gorbaczowa, ogłosili przejęcie władzy, ale wskutek braku wystarczającego poparcia, nawet w armii, zostali wkrótce obaleni i aresztowani. Jazow trafił do więzienia, jednak dzięki amnestii z 23 lutego 1994 został zwolniony i odzyskał wojskową emeryturę.
Po przejściu na emeryturę był przez pewien czas głównym doradcą wojskowym Głównej Dyrekcji Międzynarodowej Współpracy Wojskowej Rosyjskiego Ministerstwa Obrony, a także głównym doradcą i doradcą szefa Wojskowej Akademii Sztabu Generalnego. W latach 2000–2010 był przewodniczącym Komitetu Pamięci Marszałka Związku Radzieckiego G. K. Żukowa. Od 2010 był członkiem prezydium komitetu.

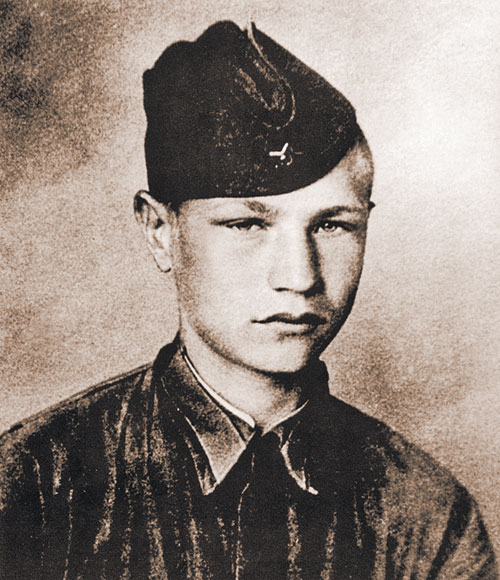
Dmitrij Jazow podczas II wojny światowej w 1941

W styczniu 2016 prokuratura generalna Litwy oskarżyła marszałka Dmitrija Jazowa o zbrodnie wojenne i zbrodnie przeciwko ludzkości. Według śledczych w 1990 Jazow utworzył „organizację przestępczą, której celem było przejęcie władzy na Litwie, a także zmuszenie tego kraju do powrotu do Związku Radzieckiego”. 27 marca 2019 Sąd Rejonowy w Wilnie skazał go zaocznie na karę dziesięciu lat pozbawienia wolności. Federacja Rosyjska potępiła proces jako motywowany politycznie i odmówiła ekstradycji Jazowa. Jednocześnie Komitet Śledczy Federacji Rosyjskiej rozpoczął postępowanie karne przeciwko wileńskim sędziom, na podstawie artykułu kodeksu karnego o „wydaniu celowo niesprawiedliwego wyroku”.
Mieszkał w Moskwie, w mieszkaniu otrzymanym od mera Jurija Łużkowa. Zmarł 25 lutego 2020. Kondolencje z powodu jego śmierci wyrazili: prezydent Federacji Rosyjskiej Władimir Putin, minister obrony gen. armii Siergiej Szojgu, prezydent Białorusi Alaksandr Łukaszenka, a także kierownictwo Komunistycznej Partii Federacji Rosyjskiej. Dmitrij Jazow został pochowany z honorami wojskowymi na Federalnym Cmentarzu Wojskowym.

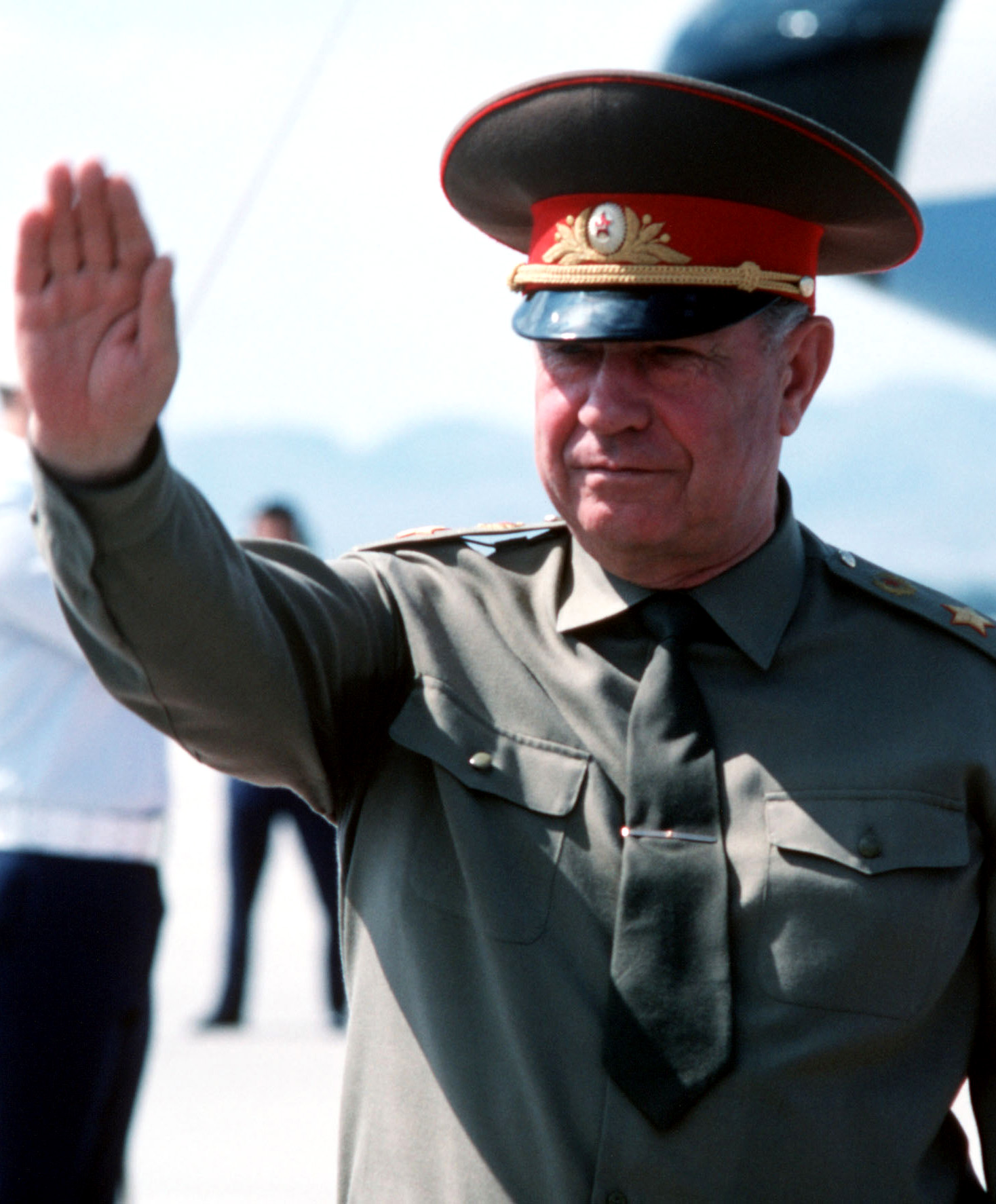
Dmitrij Jazow jako minister obrony ZSRR podczas wizyty w Stanach Zjednoczonych w 1989

### Kariera polityczna
W latach 1944–1991 należał do WKP(b) i KPZR. Od czerwca 1987 członek KC KPZR, deputowany do Rady Najwyższej ZSRR w latach 1979–1989. W marcu 1990 został członkiem Rady Prezydenckiej przy Michaile Gorbaczowie.

## Upamiętnienie
We wrześniu 2017 odsłonięto w Omsku jego popiersie.

## Awanse
- pułkownik – 20 czerwca 1962
- generał major – 22 lutego 1968
- generał porucznik – 15 grudnia 1972
- generał pułkownik – 28 października 1977
- generał armii – 6 lutego 1984
- marszałek Związku Radzieckiego – 28 kwietnia 1990

## Odznaczenia

### Radzieckie i rosyjskie

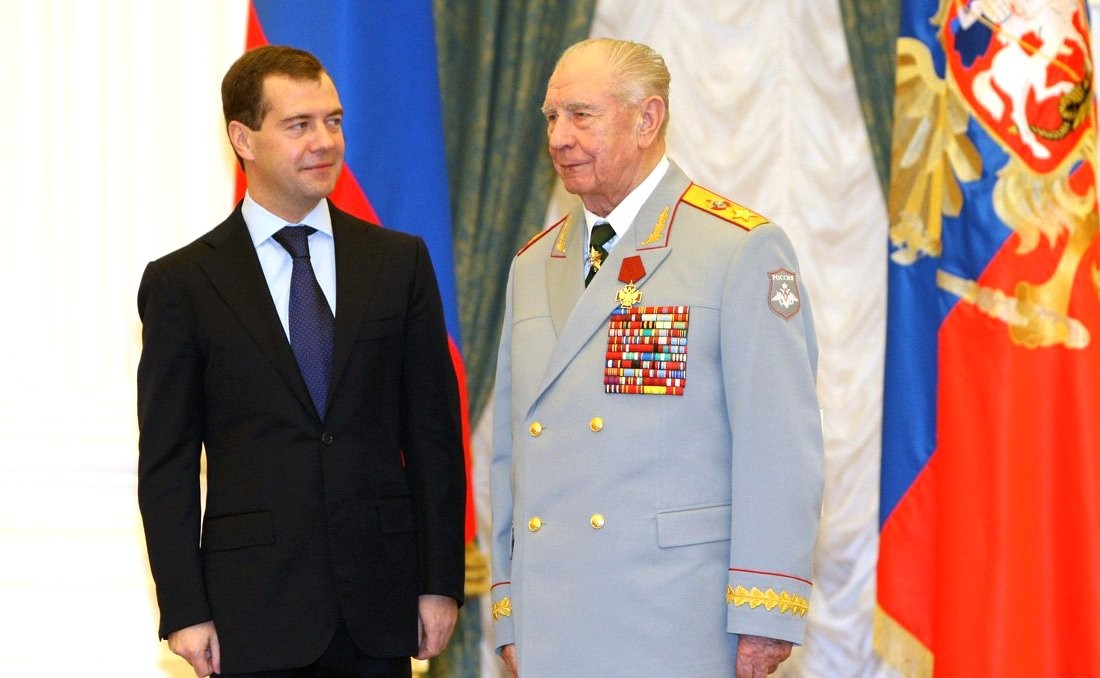
Dmitrij Jazow wraz z prezydentem Dmitrijem Miedwiediewem w 2009

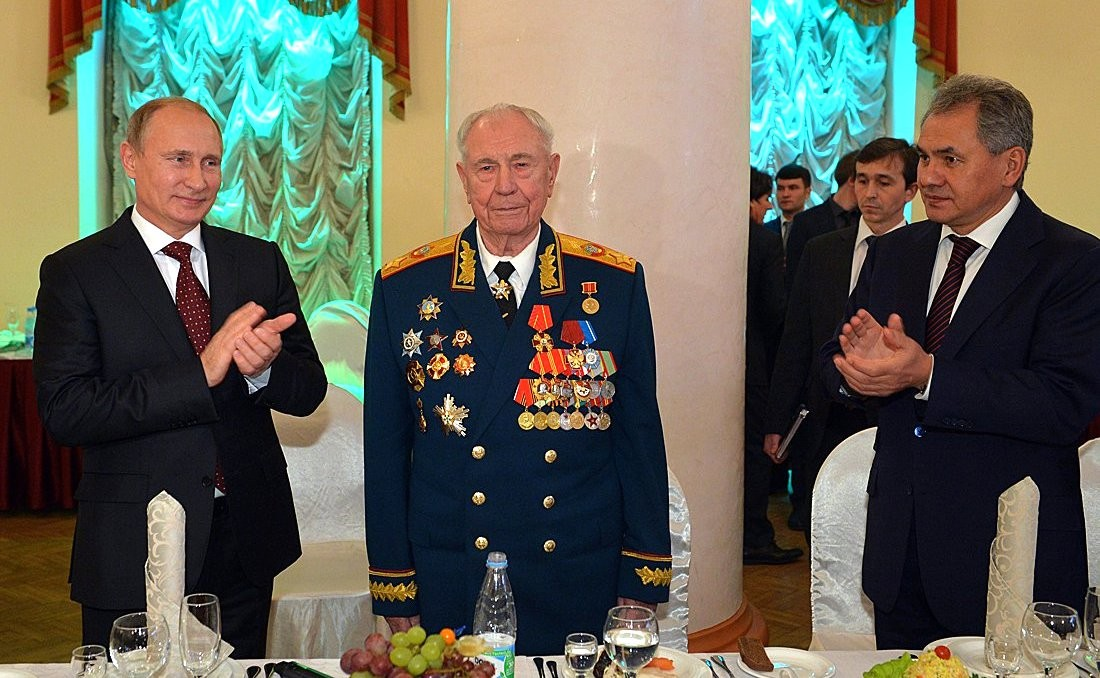
Dmitrij Jazow obchodzący swoje 90. urodziny, obok prezydent Władimir Putin w 2014

- Order „Za zasługi dla Ojczyzny” III klasy (2020)[23]
- Order „Za zasługi dla Ojczyzny” IV klasy (2009)
- Order Aleksandra Newskiego (2014)[24][25][26]
- Order Honoru (2004)[27]
- Order Lenina – dwukrotnie (1971, 1981)
- Order Rewolucji Październikowej (20 lutego 1991)
- Order Czerwonego Sztandaru (1 października 1963)
- Order Wojny Ojczyźnianej I klasy (11 marca 1985)
- Order Czerwonej Gwiazdy (15 czerwca 1945)
- Order „Za służbę Ojczyźnie w Siłach Zbrojnych ZSRR” III klasy (30 kwietnia 1975)
- Medal Żukowa
- Medal „Za zasługi bojowe” (20 kwietnia 1953)
- Medal 100-lecia urodzin Lenina
- Medal „Za wyróżnienie w ochronie granic państwowych ZSRR”
- Medal „Za obronę Leningradu”
- Medal „Za zwycięstwo nad Niemcami w Wielkiej Wojnie Ojczyźnianej 1941–1945”
- Medal jubileuszowy „Dwudziestolecia zwycięstwa w Wielkiej Wojnie Ojczyźnianej 1941–1945”
- Medal jubileuszowy „Trzydziestolecia zwycięstwa w Wielkiej Wojnie Ojczyźnianej 1941–1945”
- Medal jubileuszowy „Czterdziestolecia zwycięstwa w Wielkiej Wojnie Ojczyźnianej 1941–1945”
- Medal jubileuszowy „50-lecia zwycięstwa w Wielkiej Wojnie Ojczyźnianej 1941–1945”
- Medal jubileuszowy „60-lecia zwycięstwa w Wielkiej Wojnie Ojczyźnianej 1941–1945”
- Medal jubileuszowy „65-lecia zwycięstwa w Wielkiej Wojnie Ojczyźnianej 1941–1945”
- Medal jubileuszowy „70-lecia zwycięstwa w Wielkiej Wojnie Ojczyźnianej 1941–1945”
- Medal „W upamiętnieniu 850-lecia Moskwy”
- Medal „Na Pamiątkę 300-lecia Petersburga”
- Medal „Weteran Sił Zbrojnych ZSRR”
- Medal „Za umacnianie braterstwa broni”
- Medal „Za rozwój dziewiczych ziem”
- Medal jubileuszowy „30 lat Armii Radzieckiej i Floty”
- Medal jubileuszowy „40 lat Sił Zbrojnych ZSRR”
- Medal jubileuszowy „50 lat Sił Zbrojnych ZSRR”
- Medal jubileuszowy „60 lat Sił Zbrojnych ZSRR”
- Medal jubileuszowy „70 lat Sił Zbrojnych ZSRR”
- Medal „W upamiętnieniu 250-lecia Leningradu”
- Medal „Za nienaganną służbę” I klasy
- Medal „Za nienaganną służbę” II klasy

### Zagraniczne
- Order Scharnhorsta (NRD)
- Order Zasługi Cywilnej (Syria)
- Order Czerwonego Sztandaru (Czechosłowacja)
- Order Czerwonego Sztandaru (Demokratyczna Republika Afganistanu)
- Order „Przyjaźni Narodów” (Demokratyczna Republika Afganistanu)
- Medal „20 lat niepodległości Republiki Kazachstanu” (Kazachstan)
- Medal „40 lat zwycięstwa nad Chałchin-Goł” (Mongolia)
- Medal „50 lat Mongolskiej Rewolucji Ludowej” (Mongolia)
- Medal „50 lat Mongolskiej Armii Ludowej” (Mongolia)
- Medal „30 lat zwycięstwa nad militarystyczną Japonią” (Mongolia)
- Medal „Za Umocnienie Braterstwa Broni” (Bułgaria)